# Divnomorye
Divnomorye est un dispositif de guerre électronique mobile russe introduit en 2018 dans l'armée russe.

## Description
Il est prévu pour remplacer, à terme le système Krasukha dans sa version 2 et 4, tout comme le système Moskva-1. Tout comme ses prédécesseurs, il sera positionné sur véhicules porteurs, probablement le KamAZ-6350. Il a commencé ses essais dans l'armée russe en 2018. Il est réputé avoir été déjà déployé dans l'enclave de Kaliningrad.